# Infix 長友仍世のくるナイ
infix 長友仍世のくるナイ（インフィクスながともじょうせいのくるナイ）は、ミュージックバードで2006年10月3日から2013年9月29日まで放送されていた番組。放送時間は、毎週日曜日の25:00 - 26:00（2007年3月27日までは、毎週火曜日の20:00 - 20:55）（JST）。また、一部のコミュニティ放送局でもネットされていた。2008年4月からは番組名がinfix 長友仍世のくるナイ2に変更された。番組の正式タイトルは「くるめのめくるめくナイト」であり、そもそもこの番組はインターネットラジオ「レディオガガ」の1番組として放送・配信開始されたもの、当初くるナイは久留米のコミュニティＦＭ一局のための番組としてスタート、荻窪のスタジオで収録されていた。番組のタイトルはレディオガガの当時のプロデューサー＆デイレクターが命名したものである。ミュージックバード扱い以降、放送開始からオープニングコントからスタートする形式になり自虐ネタ、内輪ネタ、こき下ろしネタ等様々なコントでスタートしていた。番組はミュージックバード扱い終了以降単局ネット番組として現在も継続して放送中の長寿番組である。

## 概要
長友仍世（infix）をパーソナリティとして、トークを繰り広げる。2011年1月からのアシスタントは千晴。
くるナイ2とは、「くるめのめくるめくナイ2」を省略した言葉である。

## タイムテーブル
（2011年1月時点）
- 25:00 - 25:10 オープニング・音楽
- 25:10 - 25:20 「仍世・千晴のくるナイ がば良かネタ自慢！」
- 25:20 - 25:45 「ゲストコーナーまたは、ズームイン！誰？」
- 25:45 - 25:50 「仍世の事件簿」「千晴のおはよう日本（にっぽん）」
- 25:50 - 25:55 トーク
- 25:55 - 25:57 音楽
- 25:57 - 26:00 エンディング

## コーナー
- 仍世・千晴のくるナイ がば良かネタ自慢！

リスナーからの身の回りのちょっとした『出来事の投稿ネタ』をどしどし紹介。
- ゲストコーナーまたは、ズームイン！誰？

毎週ゲスト（ゲストコーナー）や新人アーティスト（ズームイン！誰？）を招き、トークを行う。
- 仍世の事件簿

仍世の地元福岡県大牟田市の新聞・有明新報の記事の紹介や、リスナーからの「とんでもない珍事件に遭遇しました＆聞いちゃいました」や「こんなことって本当に起こるんだぁー！」というビックリな事件を紹介。
- 千晴のおはよう日本（にっぽん）

アシスタント・千晴が日本の未来を明るくするため、先人たちの格言を学び、そこに新しき日本を見出す。